# Resolució 735 del Consell de Seguretat de les Nacions Unides
La Resolució 735 del Consell de Seguretat de les Nacions Unides, sobre la candidatura d'Armènia com a membre de les Nacions Unides va ser aprovada el 29 de gener de 1992.
La República d'Armènia va sol·licitar oficialment l'adhesió a les Nacions Unides el 23 de gener de 1992. Sis dies després, el Consell de Seguretat va discutir l'aplicació d'Armènia en la  sessió 3035 i va aconsellar a l'Assemblea General de les Nacions Unides d'acceptar la nova república independent com a membre.